# 細胞傷害性T細胞
細胞傷害性T細胞（さいぼうしょうがいせいTさいぼう、英: cytotoxic T lymphocyte or cytotoxic T cell; TcまたはCTL）とは、リンパ球T細胞のうちの一種で、宿主にとって異物になる細胞（移植細胞、ウイルス感染細胞、癌細胞など）を認識して破壊する。キラーT細胞（英: killer T cell）とも呼ばれる。キラーと呼ばれる由縁は、病原体を殺す殺し屋ということから。

## 概要
未分化のT細胞は、ヘルパーT細胞に必要なCD4分子と、キラーT細胞に必要なCD8分子の両方を発現している（ダブルポジティブ、DP）。しかし、やがてT細胞が成熟するにつれ、分化をしていき、CD4とCD8のどちらか一方しか発現しなくなり（シングルポジティブ、SP）、最終的にヘルパーT細胞またはキラーT細胞へと分化することになる。
CTLは表面にCD8分子を発現しているT細胞から分化してくる。このような理由から、細胞傷害性T細胞のことを「CD8陽性T細胞」や「CD8+T細胞」と呼ぶ場合もある。
CTLとヘルパーT細胞の関係については、表面にCD4分子を表出するヘルパーT細胞（helper T cell; Th）のうちTh1細胞は主にCTLの働きをIL-2およびIFN-γを産生することで補助している。
CTLは活性化されて初めて細胞傷害活性を持つ。細胞傷害活性を持たないナイーブCD8陽性T細胞（まだ抗原刺激を受けていないキラーT細胞）において、そのT細胞受容体（TCR; T cell receptor）が抗原提示細胞（APC）のクラスI主要組織適合抗原（MHC-class I）と共に提示された異物の「抗原ペプチド」を認識し（ウイルスや細菌などの抗原を分解したペプチドのことを一般に「抗原ペプチド」という）、同時に共刺激分子からのシグナルが入ることで、ナイーブCD8陽性T細胞は異物の抗原ペプチドを提示する細胞に対する特異的な細胞傷害活性を持つCTLとなり、攻撃するようになる。
この際、CD4陽性T細胞（ヘルパーT細胞）よりも強い補助刺激を必要とするため、樹状細胞のみが単独でこの活性化を行うことができる。その他の抗原提示細胞（APC）によって活性化されるためには、ナイーブCD8 T細胞がCD4 T細胞と同一のAPCに結合することが必要である。この場合には、CD4 T細胞によるAPCの活性化を介したB7分子の発現、またはAPCによるCD4 T細胞の活性化を介したIL-2の分泌によりナイーブCD8 T細胞は活性化される。
CTLは細胞傷害物質であるパーフォリン、グランザイム、 TNF（tumor necrosis factor）などを放出したり、ターゲット細胞のFasを刺激してアポトーシスに陥らせることで異物を攻撃する。
CTLの一部はメモリーT細胞となって、異物に対する細胞傷害活性を維持したまま宿主内に記憶され、次に同じ異物に曝露した場合に対応できるよう備える。
臨床的には、癌に対して癌細胞特異的な抗原に対するCTLを誘導することで治療しようという免疫療法などが研究されている。

## アレルギーとT細胞
細胞傷害性T細胞が過剰に反応することにより、アレルギーを引き起こすことがある。そのトリガー（引金）になるのは、個人の体質による。